# Léopold Goirand
Pour les articles homonymes, voir Goirand.
Léopold Julien Goirand, né le 7 janvier 1845 à Melle (Deux-Sèvres) et mort le 26 juin 1926 à Paris 8e, est un juriste et homme politique français.

## Biographie
Issu d'une famille modeste, il étudie le droit, travaille chez un avoué qui lui vend la charge en 1873. En parallèle de ses activités politiques, il continua toute sa vie à mener une carrière de juriste, écrivant de nombreux ouvrages et fondant La Gazette du Palais qu'il a fondé.
Il devient député des Deux-Sèvres de 1887 à 1898 (d'abord inscrit à la Gauche radicale puis à l'Union progressiste, qu'il préside entre 1896 et 1898), puis sénateur du même département de 1906 à 1920. Il est également nommé maire du 1er arrondissement de Paris en 1907. Il défend le projet de loi proposé par Jeanne Schmahlet  voté le 13 juillet 1907, qui permet aux femmes mariées de disposer librement de leur salaire. Il meurt le 26 juin 1926 de complications liées à un virus respiratoire à son domicile rue Sauffroy dans le XVIIe arrondissement.
Il est inhumé avec son chien Léon à Mazières-en-Gâtine où il avait une propriété.

## Publications
- Traité des sociétés par actions (1896)
- Les sociétés anonymes belges devant la loi française (1901)
- Formulaire des sociétés en nom collectif (1907)

### Sources
- « Léopold Goirand », dans Adolphe Robert et Gaston Cougny, Dictionnaire des parlementaires français, Edgar Bourloton, 1889-1891 [détail de l’édition]
- « Léopold Goirand », dans le Dictionnaire des parlementaires français (1889-1940), sous la direction de Jean Jolly, PUF, 1960 [détail de l’édition]